# 中国农村政治经济体制
| “中国农村政治经济体制”条目所列为中国大陆（不含香港和澳门）自1949年中华人民共和国成立以来，各个时期农村地区的政治和经济体制状况包括所经历改革、政治运动；中华人民共和国成立以前，参见保甲制度 |

中国农村政治经济体制自中华人民共和国成立以后，在农村地区推行了各项改革和运动，主要分为以下阶段：
1. 土地改革运动、镇压反革命运动和“三反”、“五反”运动，其特点是土地和其他农业生产资料和生产工具归农民私人所有；
2. 农村合作化运动时期，逐步过渡到集体及集体产权，同时，集体还享有作为集体财产统一经营和管理者的收益，表现在公积金和公益金等公共积累上；
3. 大跃进和人民公社化运动时期（期间出现三年困难时期），其标志为蔓延的浮夸风、大炼钢铁和人民公社大食堂，期间出现全国性的饥荒，因饥荒出现的死亡人数按照每个生产队2～3人计算，全国死亡超过2000万人以上；
4. 人民公社时期，期间出现“四清”、批林批孔、反击右倾翻案风，标志为农业学大寨运动；
5. 1978年12月“中共十一届三中全会”以后推行改革开放政策，农村政治经济体制改革包括家庭联产承包责任制以后至今；自此中国经济出现快速成长。